# Marcelino Ballarin
 Denne artikel bør gennemlæses af en person med fagkendskab for at sikre den faglige korrekthed.

Marcelino Madsen Ballarin (født 25. marts 1970 i Las Palmas) er en dansk/spansk kunstner og filminstruktør.
Han startede som 18-årig med et ugentligt radioprogram af to timers varighed kaldet In Full effect, hvor hovedvægten var lagt på NYC-hiphop.
Sammen med sin bror Jorge skabte han slacker-tegneserien og den efterfølgende spillefilm Slim Slam Slum. Sammen med sin ven Bjørn Vidø skabte han punk-rockgruppen Dansk Fløde, hvor han etablerede sig som forsanger, udover at være ide- og konceptmanden bag bandet. Denne post har han dog senere forladt.
I perioden 1993-1999 blev Marcelino Ballarin kendt som designer af Danmarks første streetwear-brand B-Boy Gear.
Han har udgivet tre bøger, tegnseriealbummer, en ungdomsroman og digtsamlingen Kreativitet plus moms.
Marcelino Ballarin har desuden lavet kortfilmen Krydset, der handler om "grim" kunst og penge. Medvirkende Anders Hove og Morten Grunwald.